# Tatjana Mihhailova-Saar
Tatjana Mihhailova-Saar (Kaliningrad, 19 juni 1983), ook gekend onder haar artiestennaam Tanja, is een Estisch zangeres.

## Biografie
Tatjana Mihhailova werd in 1983 geboren in Kaliningrad, destijds onderdeel van de Sovjet-Unie, maar verhuisde als kind naar Estische Socialistische Sovjetrepubliek. In haar jeugd nam ze deel aan verschillende zangwedstrijden. In 2002 nam ze met Nightlight Duo deel aan Eurolaul, de Estse voorronde voor het Eurovisiesongfestival. Met het nummer Another country song eindigde ze op de tweede plaats. Een jaar later werd het duo met I can b the 1 vierde.
In 2014 besloot ze opnieuw haar kans te wagen in de Estse preselectie, ditmaal solo. Met het nummer Amazing wist ze door te dringen tot de finale, die ze uiteindelijk won. Zij vertegenwoordigde aldus Estland op het Eurovisiesongfestival 2014, dat in de Deense hoofdstad Kopenhagen werd gehouden. Mihhailova wist met haar optreden niet de finale te bereiken.
1994: Silvi Vrait · 
1996: Ivo Linna & Maarja-Liis Ilus · 
1997: Maarja-Liis Ilus · 
1998: Koit Toome · 
1999: Evelin Samuel & Camille · 
2000: Ines · 
2001: Tanel Padar, Dave Benton & 2XL · 
2002: Sahlene · 
2003: Ruffus · 
2004: Neiokõsõ · 
2005: Suntribe · 
2006: Sandra Oxenryd · 
2007: Gerli Padar · 
2008: Kreisiraadio · 
2009: Urban Symphony · 
2010: Malcolm Lincoln · 
2011: Getter Jaani · 
2012: Ott Lepland · 
2013: Birgit Õigemeel · 
2014: Tanja · 
2015: Elina Born & Stig Rästa · 
2016: Jüri Pootsmann · 
2017: Koit Toome & Laura · 
2018: Elina Netsjajeva · 
2019: Victor Crone · 
2021: Uku Suviste · 
2022: Stefan · 
2023: Alika · 
2024: 5miinust & Puuluup · 
2025: Tommy Cash
- MusicBrainz: 8779914a-76f6-4148-bf96-ede9ff922114
- Virtual International Authority File: 1390149544570200490006